# Alastair Heathcote
Alastair Heathcote (født 18. august 1977 i Athen, Grækenland) er en britisk tidligere roer.
Heathcote vandt sølv for Storbritannien ved OL 2008 i Beijing i disciplinen otter. Alex Partridge, Tom Stallard, Richard Egington, Tom Lucy, Josh West, Matt Langridge, Colin Smith og styrmand Acer Nethercott udgjorde resten af besætningen. Der deltog otte både i konkurrencen, hvor Canada vandt guld, mens USA sikrede sig bronzemedaljerne. Det var hans eneste OL.
Heathcote vandt desuden en VM-bronzemedalje i otter ved VM 2007 i München.

## OL-medaljer
- 2008:  Sølv i otter